# Brandenbaumer Bach
Der  Brandenbaumer Bach ist ein Fließgewässer im Kreis Soest in Nordrhein-Westfalen. Er ist ein etwa zwei Kilometer (mit Geseker Bach 10 km) langer linker und südlicher Zufluss der Lippe.

## Geographie

### Verlauf
Der Bach entsteht im Naturschutzgebiet Osternheuland – In den Erlen südwestlich von Verlar, einem Ortsteil von Salzkotten, aus der Vereinigung des Störmeder Baches mit dem Geseker Bach. Er fließt von dort in nördlicher Richtung und mündet nordöstlich von Garfeln, einem Stadtteil von Lippstadt, in die Lippe.

### Zuflüsse
- Merschgraben (rechts), 5,5 km